# ブルー・ジェイ・ウェイ
「ブルー・ジェイ・ウェイ」（Blue Jay Way）は、ビートルズの楽曲である。ジョージ・ハリスンによって書かれた楽曲で、1967年にイギリスで発売された2枚組EP『マジカル・ミステリー・ツアー』、アメリカで発売された同名のキャピトル編集盤に収録された。ハモンドオルガンで弾くドローンなど同時期にハリスンが書いた他の楽曲にも見られるインドの伝統音楽の影響を受けているが、フランジャーや逆回転させたテープ・エフェクトによりサイケデリックな雰囲気を醸し出している。
「ブルー・ジェイ・ウェイ」は、1967年に放送されたテレビ映画『マジカル・ミステリー・ツアー』の挿入曲として発表された。同テレビ映画の中で唯一使用されたハリスン作の楽曲である。
本作について一部の評論家からは曲が単調であると評されているが、その一方で「ハリスンの過小評価された楽曲」と評価する評論家も存在している。後にバド・シャンク、コリン・ニューマン、スージー・アンド・ザ・バンシーズらによってカバーされた。

## 背景

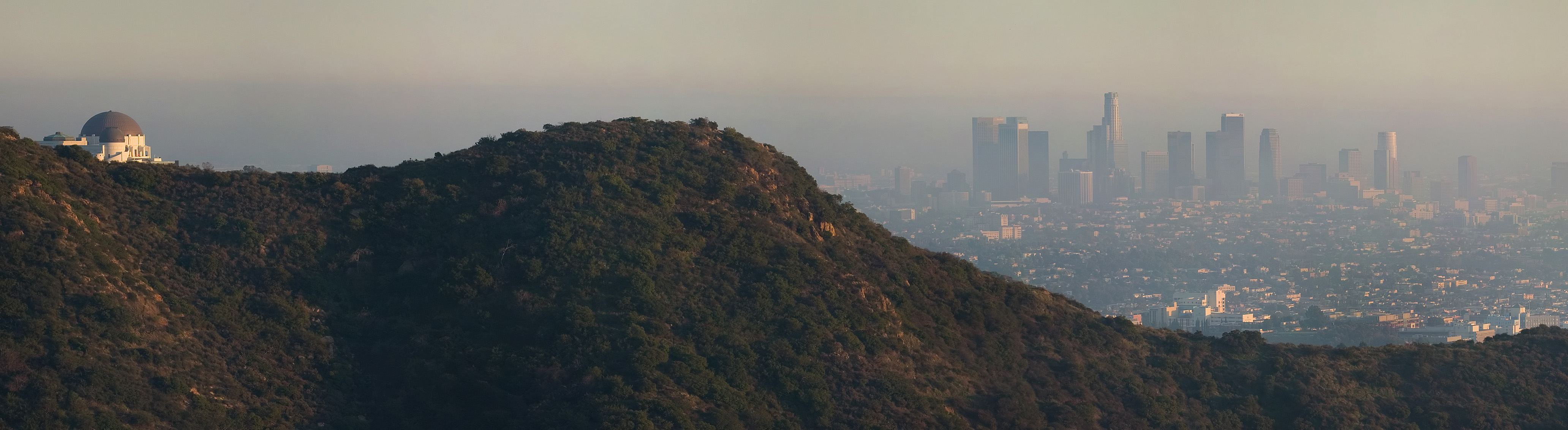
ブルー・ジェイ・ウェイ近郊のハリウッドヒルから望むスモッグが発生したLAの街並

タイトルの「ブルー・ジェイ・ウェイ」とは、ロサンゼルス・サンセット・ストリップ北方の山の中腹にある住宅地の地名（北緯34度6分2.0秒 西経118度23分13.0秒 / 北緯34.100556度 西経118.386944度）で、ハリスンは1967年8月1日に当時の妻パティ・ボイド、ビートルズのロード・マネージャーであったニール・アスピノールやアレクシス・マーダスと共に休暇でブルー・ジェイ・ウェイに訪れていた。この旅行は、デレク・テイラーに会うことが目的だったが、テイラーは約束の時間になっても現れず、そのテイラーを待っている間に本作の歌詞が書かれた。この時、ブルー・ジェイ・ウェイでは霧が発生しており、冒頭の「There's a fog upon L.A. / And my friends have lost their way（LAには霧が立ちこめ / ぼくの友だちは道に迷ってしまった）」というフレーズは、その時の様子を表しているといえる。
ハリスンは本作について「デレク・テイラーをネタにしたんだ。『遅くなる』と電話してきた彼に『家はブルー・ジェイ・ウェイにある』と伝えたら、『わかった。大丈夫さ。見つけられるよ』と言っていたんだけど…警官に道を尋ねてまわっていたらしいんだ。だから僕はかなり待たされたよ。あの日は長旅の後で疲れ切っていたんだけど、彼が来るまで眠るわけにはいかなかったんだ。霧がひどいせいで到着はどんどん遅れる。でも起きてなきゃいけなかったから、眠気覚ましに『ブルー・ジェイ・ウェイで彼を待っている』という曲を書くことにしたんだ。家の隅っこにあるハモンドオルガンを弾いてるうちに曲ができたよ」と振り返っている。
ハリスンは芸術性を追究すべく、8月7日に「ヒッピーの首都」とされるサンフランシスコのヘイト・アシュベリー地区を訪れたが、その地が麻薬中毒者や脱落者などの人物によって占められていることを受けて深く失望した。2日後にイギリスに帰国した後、イーシャーにある自宅で「ブルー・ジェイ・ウェイ」に関する作業を行ない、ハリスンはジョン・レノンとヘイト・アシュベリーでの失望を共有した。その後、ビートルズはLSDをはじめとした薬物を非難すると同時にマハリシ・マヘーシュ・ヨーギーの超越瞑想を支持し、8月下旬にウェールズで行なわれたマハリシによるセミナーに参加した。この出来事と紐付けるかたちで、音楽評論家のイアン・マクドナルドは本作と同年5月にレコーディングした「イッツ・オール・トゥ・マッチ」を「ハリスンのアシッドとの決別」と評している。

## 制作

### レコーディング
「ブルー・ジェイ・ウェイ」のレコーディングは、1967年9月6日にEMIレコーディング・スタジオで開始された。この日は8月27日にマネージャーであったブライアン・エプスタイン死去後、初のレコーディングとなった。本作ではタンブーラによるドローンをハモンドオルガンで、サロードの音色をチェロで再現している。
ビートルズは、リズム・トラックをわずか1テイクで完成させた。9月7日にベースとドラム、2つのオルガンのパートで構成されるリズム・トラックをピンポン録音し、空いたトラックにハリスンのリード・ボーカルとレノンとポール・マッカートニーのバッキング・ボーカルがオーバー・ダビングされた。オルガン奏者について、マクドナルドはハリスンのみとしているが、ケネス・ウォマックやジョン・ウィンはレノンがオルガンの演奏に加わったとしている。10月6日にリンゴ・スターのタンバリンと外部ミュージシャンによるチェロがオーバー・ダビングされて、本作は完成となった。11月7日に他の『マジカル・ミステリー・ツアー』収録曲とともにミキシングが行なわれた。

### サウンドエフェクト
「ブルー・ジェイ・ウェイ」には、ビートルズが1966年から1967年のレコーディングに取り入れているフランジャー、ディレイ、レスリースピーカーを通した音の3種のスタジオ技術が採用され、ステレオ・ミックスではテープの逆回転も採用された。
テープの逆回転によるサウンドエフェクトは、完成したトラックを逆再生させて、曲の随所でフェードインするかたちで登場する。このサウンドエフェクトは、ハリスンのリード・ボーカルに対して掛け合うようなバッキング・ボーカルの役割を持っている。マルチトラックの制限により、このサウンドエフェクトは最後のミキシング・セッション中に加えられた。なお、モノラル・ミックスにはこのバッキング・ボーカルが含まれていない。

## テレビ映画『マジカル・ミステリー・ツアー』での使用
1967年に放送されたテレビ映画『マジカル・ミステリー・ツアー』で本作が使用されたシーンの大部分は、同年9月にメードストン近くのウエスト・モーリング空軍基地で撮影された。ウォマックが「映画におけるぼんやりとしたサイケデリックな場面」と表現する本作のシーンは、赤いスーツを着たハリスンが歩道に座って、チョークで描かれたキーボードを弾くシーンが特徴となっている。
空軍基地の格納庫で撮影されたシーンでは、歌詞を再現するかたちでスモークが焚かれている。本作が使用されたシーンの途中では、メンバー4人がチェロを演奏しており、この部分は11月3日にサリー州ウェイブリッジにあるスターの自宅にあるロックガーデンで撮影された。
2012年に再発売された映画のDVDには本作のシーンの別バージョンが収録されており、本編で使用されなかった映像が複数含まれている。

## リリース・評価
「ブルー・ジェイ・ウェイ」は、1967年12月8日にイギリスで発売された2枚組EP盤『マジカル・ミステリー・ツアー』の最後の楽曲として収録された。アメリカでは2枚組EP盤に収束された6曲に同年に発売されたシングル5曲を追加したLP盤として11月27日に発売された。
2006年にシルク・ドゥ・ソレイユのショーのサウンドトラック・アルバムとして発売された『LOVE』に、「サムシング」と次曲「ビーイング・フォー・ザ・ベネフィット・オブ・ミスター・カイト / アイ・ウォント・ユー / ヘルター・スケルター」を繋ぐかたちで、「ひとりぼっちのあいつ」のボーカルを乗せた本作のオルガン・パートが収録された。
本作について映画評論家のレックス・リードは「ビートルズが水中で歌ったり、リステリンでうがいをしているように聞こえる」「地獄のように退屈」と酷評している。音楽学者のウォルター・エヴェレットは「本作で使用された音階やテープを逆回転させた音など様々なスタジオ技術を組み合わせたことにより、『ストロベリー・フィールズ・フォーエバー』や『グラス・オニオン』に並ぶ最も神秘的なビートルズ・サウンド」とする一方で、「歌詞がつまらない」と評している。
『エスクァイア』誌のロバート・クリストガウは『マジカル・ミステリー・ツアー』に収録された新曲3曲に対して失望する一方で、「『マジカル・ミステリー・ツアー』は買う価値がある。特にハリスンの魅惑的な『ブルー・ジェイ・ウェイ』を聴くために」と評している。『ラフガイド』のクリス・インガムは「最も重要なビートル・ミュージック」「『ウィズイン・ユー・ウィズアウト・ユー』に続くハリスンによる『この時代で最も心に響く説得力のある音楽の助力』で、おそらくビートルズの楽曲のなかで最も恐怖を煽る1曲」と評している。『コンシークエンス・オブ・サウンド』のダン・カフリーは「アルバムの前半における素晴らしい瞬間」「ジョージ・ハリスンの最も過小評価された楽曲」と評している。
音楽評論家のジム・デロガティスは「the Beatles' best psychedelic rock songs」の第7位に本作を選出している。2001年に『アンカット』誌が発表した「The 50 Best Beatles songs」では第39位、2007年に『Q』誌が発表した「500 Greatest Lost Tracks」で第112位、2018年に『タイムアウト・ロンドン』誌が発表した「The 50 Best Beatles songs」で46位にランクインした。

## クレジット
※出典（特記を除く）
- ジョージ・ハリスン - リード・ボーカル、ハモンドオルガン、バッキング・ボーカル
- ジョン・レノン - バッキング・ボーカル、ハモンドオルガン[3][27]
- ポール・マッカートニー - バッキング・ボーカル、ベース
- リンゴ・スター - ドラム、タンバリン
- セッション・ミュージシャン（演奏者不明） - チェロ

## カバー・バージョン
発売後、以下を含む多数のアーティストによってカバーされた。
- ビッグ・ジム・サリヴァン（ロード・シタール） - 1968年に発売されたアルバム『Lord Sitar』に収録[54][55]。
- バド・シャンク - 1968年に発売されたカバー・アルバム『Magical Mystery』に収録[56]。
- コリン・ニューマン - 1982年に発売されたアルバム『Not To』に収録[57]。
- スージー・アンド・ザ・バンシーズ - 2003年に発売されたライブ・アルバム『The Seven Year Itch Live』に収録[58]。
- トレーシー・ボーナム（英語版） - 2007年に発売されたアルバム『In The City + In The Woods』に収録[59]。
- グレッグ・ハークス - 2008年に発売されたトリビュート・アルバム『The Beatles Uke』に収録[60]。